# Dream Chaser
Dream Chaser är en amerikansk återanvändbar rymdfärja under utveckling av det amerikanska företaget Sierra Nevada Corporation (SNC) Space Systems.
Den bygger på NASAs nerlagda projekt HL-20 Personnel Launch System.
Sedan tidigt 2000-tal har olika varianter av farkosten föreslagit för både bemannade och obemannade flygningar.
Ett av huvudargumenten för en bevingad rymdfarkost, är att den kan återföra last och/eller personer till jorden, utan att utsätta den för G-krafter större än 1,5 gånger av jordens dragningskraft.
I januari 2016 antogs farkosten till NASAs Commercial Resupply Services 2 (CRS2).

## Dream Chaser Cargo System
I det utförande som föreslogs för CRS2 kommer Dream Chaser kunna bära trycksatt last till och från Internationella rymdstationen (ISS). Den kommer även kunna bär trycklös last till rymdstationen.
Den kommer skjutas upp med en Vulcan Centaur-raket. Första uppskjutningen kallas SNC Demo-1 och är planerad till 2025.

## Shooting Star
2019 meddelades att farkostens lastkapacitet utökats med hjälp av en extra modul i aktern, kallad Shooting Star. Modulen kommer inte vara återanvändbar.